# Bloomingdale (Florida)
Bloomingdale és una concentració de població designada pel cens dels Estats Units a l'estat de Florida. Segons el cens del 2000 tenia 19.839 habitants.

## Demografia
Segons el cens del 2000, Bloomingdale tenia 19.839 habitants, 6.547 habitatges, i 5.623 famílies. La densitat de població era de 978,3 habitants per km².
Dels 6.547 habitatges en un 48,7% hi vivien nens de menys de 18 anys, en un 74,1% hi vivien parelles casades, en un 8,3% dones solteres, i en un 14,1% no eren unitats familiars. En el 10,4% dels habitatges hi vivien persones soles el 2,4% de les quals corresponia a persones de 65 anys o més que vivien soles. El nombre mitjà de persones vivint en cada habitatge era de 3,03 i el nombre mitjà de persones que vivien en cada família era de 3,26.
Per edats la població es repartia de la següent manera: un 31,4% tenia menys de 18 anys, un 6,2% entre 18 i 24, un 31,4% entre 25 i 44, un 25,4% de 45 a 60 i un 5,5% 65 anys o més.
L'edat mediana era de 36 anys. Per cada 100 dones de 18 o més anys hi havia 94,4 homes.
La renda mediana per habitatge era de 68.911 $ i la renda mediana per família de 72.282 $. Els homes tenien una renda mediana de 50.217 $ mentre que les dones 31.727 $. La renda per capita de la població era de 26.552 $. Entorn del 2,1% de les famílies i el 3,3% de la població estaven per davall del llindar de pobresa.

## Poblacions més properes
El següent diagrama mostra les poblacions més properes.